# 2. Sinfonie (Skrjabin)
Die 2. Sinfonie c-Moll des russischen Komponisten Alexander Nikolajewitsch Skrjabin (1872–1915) entstand 1901. Das fünfsätzige Werk wurde als sein op. 29 veröffentlicht.

## Entstehung, Uraufführung und Rezeption

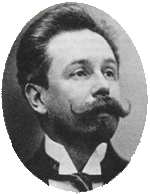
Alexander Skrjabin, Aufnahme um 1900

Alexander Skrjabins 2. Sinfonie entstand weitgehend im Sommer 1901 in Moskau während der Semesterferien des Moskauer Konservatoriums, an dem der Komponist seit 1898 eine Klavierprofessur innehatte. Die im Vorjahr komponierte 1. Sinfonie wurde durch ein Chorfinale beschlossen und der Komponist plante zunächst, seine neue Sinfonie gleich mit Vokalstimmen zu eröffnen. Skrjabins Mäzen und Verleger Mitrofan Beljajew riet ihm jedoch dringend davon ab und empfahl ihm auch, die Uraufführung mangels Erfahrung nicht – wie von Skrjabin erst vorgesehen – selbst zu dirigieren.
Die Uraufführung der 2. Sinfonie fand am 12.jul. / 25. Januar 1902greg. in St. Petersburg unter Leitung von Anatoli Ljadow statt. Das Werk stieß im Publikum auf eher ratlose Aufnahme. Nach der Moskauer Erstaufführung 1903 unter Wassili Safonow berichtete Skrjabins Tante Ljubow Alexandrowna: „Je mehr die einen tobten, desto stärker klatschten die anderen Beifall“. Der Uraufführungsdirigent Ljadow schrieb, wohl teils im Ernst, teils scherzhaft, an Beljajew: „Der Teufel weiß, was das ist! Skrjabin kann kühn Richard Strauss die Hand reichen […] Nach Skrjabin ist Wagner ein Säugling mit angenehmen Gelalle geworden.“ Skrjabins früherer Kompositionslehrer Anton Arenski schrieb von „Unsinn“ und meinte: „ […] statt «Symphonie» hätte gedruckt werden müssen «Kakophonie»“ […]. Juri Engel, einer der ersten Skrjabin-Biographen, konstatierte, dies sei „Musik für die oberen Zehntausend, fern von der gesunden Weite der Felder und Wälder, gewachsen in der verfeinerten und nervösen Atmosphäre der schwülen Großstadt […] aber man spürt den Aufbruch zu etwas Neuem, das Streben, die Ketten des Bestehenden zu zerreißen […]“

## Instrumentation und Spieldauer
Die Partitur sieht folgende Besetzung vor: 3 Flöten (3. auch Piccolo), 2 Oboen, 3 Klarinetten, 2 Fagotte, 4 Hörner, 3 Trompeten, 3 Posaunen, Tuba, Pauken, Tamtam, Becken und Streicher.
Die Aufführungsdauer beträgt annähernd 50 Minuten.

## Charakterisierung und Satzfolge
Hatte Skrjabins 1. Sinfonie noch 6 Sätze besessen, ist die 2. Sinfonie fünfsätzig und kann als klassisches 4-sätziges Sinfoniemodell mit verselbstständigter langsamer Einleitung gedeutet werden. Architektonisch geprägt ist sie von einer zyklischen Idee, die insbesondere 1. und letzten Satz durch ein „Leitthema“ verklammert, während 2. und 4. Satz ebenfalls thematische Verwandtschaft verbindet (und auch hier das Leitthema in transformierter Gestalt auftaucht). Lediglich der 3. Satz als Zentrum des Werks verarbeitet weitgehend motivisch unabhängiges Material. Diese leitmotivische Verklammerung ist jedoch keine neue Idee Skrjabins, ähnlich waren etwa bereits César Franck (Sinfonie d-Moll) und Pjotr Tschaikowski (5. Sinfonie) verfahren. Skrjabins häufige Verwendung hoch- und tiefalterierter Akkorde verwischt stellenweise die Gegensätze zwischen Dur und Moll, was zur verständnislosen Aufnahme des Werks durch die Zeitgenossen beigetragen haben mag, das auch stilistisch etwa in der Nachfolge Richard Wagners, Tschaikowskis und der César-Franck-Schule steht.
I. Andante
Das große Teile der Sinfonie prägende „Leitthema“ erscheint zu Beginn des Satzes (einem Rondo) in düster-elegischer Gestalt in der tiefen Klarinette und prägt auch den weiteren Satzverlauf stärker als das eher episodische 2. Thema, das von der Solovioline vorgestellt wird.
II. Allegro
Der zweite Satz folgt dem 1. Satz attacca und nutzt eine regelgerechte Sonatensatzform, die ein unruhig-drängendes Hauptthema mit einem kantablen Seitenthema der Klarinette kombiniert.
III. Andante
Der expressive, vorwiegend pastoral anmutende Mittelsatz nutzt wiederum die Sonatenform und lässt in seinen differenziert-naturalistischen Vogelrufen in der Flöte zu Satzbeginn (die auch am Satzende nochmals kurz anklingen) nahezu Olivier Messiaen vorausahnen.
IV. Tempestoso
Ein thematisch mit dem Hauptthema des 2. Satzes verwandtes unwirsches Streicherthema prägt den Verlauf dieses Satzes, der die Rolle des Scherzos einnimmt. Die Anlage als Rondo wird durch Sonatenelemente überlagert.
V. Maestoso
Das Finale schließt sich attacca dem 4. Satz an. Das Leitthema erscheint nun marschartig-triumphal im C-Dur des vollen Orchesters und führt den formal ein Sonatenrondo bildenden Satz „im Tonfall von Wagners Meistersingern“ zur Schlussapotheose.